# Омий мене у річці
«Омий мене у річці» (англ. Wash Me in the River, інша назва Savage Salvation) — художній фільм режисера Рендалла Еммета. Головні ролі у фільмі виконують Роберт Де Ніро, Джек Х'юстон, Джон Малкович та Вілла Фіцджеральд

## У ролях
- Джек Г'юстон — Шелбі Джон
- Роберт де Ніро — шериф Майк Черч
- Вілла Фіцджеральд — Рубі Ред
- Джон Малкович — Пітер
- Quavo — Койот
- Дейл Діккі — Грета
- Медов Вільямс — детектив Запелін
- Ноель Гульємі — Сайлас

## Виробництво
8 вересня 2020 стало відомо, що головні ролі в майбутньому фільмі зіграють Роберт Де Ніро, Джон Малкович і Machine Gun Kelly. 19 жовтня 2020 Тейлор Кітч замінив Machine Gun Kelly після того, як останній залишив проект через конфлікт у розкладі. 13 листопада 2020 Джек Х'юстон замінив Кітча. Виробництво фільму розпочалося у листопаді 2020 року. Сцени за участю Джона Малковича були відзняті в грудні 2020. Зйомки офіційно завершилися в січні 2021, а через місяць було оголошено, що у фільмі також знялися Quavo і Вілла Фіцджеральд.

## Випуск
У березні 2021 року кінокомпанія The Avenue Entertainment стала дистриб'ютором фільму у Північній Америці. Прем'єра намічена на 2022.